# Miro (Wrestler)
Miroslaw Barnjaschew (bulgarisch Мирослав Барняшев; * 25. Dezember 1985 in Plovdiv, Bulgarien), besser bekannt unter seinen Ringnamen Miro und Rusev, ist ein aus Bulgarien stammender US-amerikanischer Wrestler, ehemaliger Kraftdreikämpfer und Ruderer, der als erster bulgarischer Wrestler bei WWE unter Vertrag stand. Nach fünf Jahren bei All Elite Wrestling steht er seit 2025 erneut bei WWE unter Vertrag. Seine größten Erfolge sind der Erhalt der WWE United States Championship und der AEW TNT Championship.

## Biografie

### Frühes Leben
Barnjaschew wurde in Plovdiv geboren. Er besuchte eine Sportschule, wodurch er schließlich professioneller Ruderer wurde. Er nahm auch an Kraftdreikämpfen teil, wo er als Teilnehmer für das bulgarische Team für die Olympischen Sommerspiele 2012 in London vorgeschlagen wurde.

### Anfänge im Wrestling
Mitte 2000 kam Barnjaschew von Bulgarien in die Vereinigten Staaten, um dort professioneller Wrestler zu werden. Zu Beginn lebte er in Virginia, bevor er nach Torrance, Kalifornien umzog, wo er sein Training als Wrestler bei der Knokx Pro Wrestling Academy begann. Seine Trainer waren die ehemaligen WWE-Wrestler Rikishi und Gangrel. Barnjaschew debütierte am 22. November 2008 unter dem Ringnamen „Miroslav Makaraov“. Im Jahr 2010 trat Barnjaschew bei Vendetta Pro Wrestling (VPW) als „Miroslav“ auf. Während dieser Zeit wurde er von Markus Mac gemanagt.

### World Wrestling Entertainment (2010–2020)

#### Anfänge in der WWE (2010–2014)
Im September 2010 unterschrieb Barnjaschew einen Vertrag beim Wrestling-Marktführer WWE. Er wurde dort in die Entwicklungsliga Florida Championship Wrestling geschickt, wo er den Ringnamen Alexander Rusev erhielt. Sein erstes im Fernsehen ausgestrahltes Match, hatte er dort am 17. Juli 2011 gegen Mike Dalton. Zu dieser Zeit wurde er von Raquel Diaz zum Ring begleitet. Kurze Zeit später riss sich Barnjaschew beide vorderen Kreuzbänder, sowie den Meniskus und benötigte sechs Monate Rehabilitationszeit. Er kehrte im März 2012 zu FCW zurück und bekam mit Nick Rogers einen neuen Manager. Im Sommer 2012 erlitt Barnjaschew einen Genickbruch, wodurch sein Arm teilweise gelähmt wurde. Während der erneuten Rehabilitation reiste er nach Thailand, wo er Muay Thai studierte.
Nachdem er sich von seinen Verletzungen erholt hatte, kam Barnjaschew am 30. Mai 2013 zurück zum mittlerweile als WWE NXT firmierenden Florida Championship Wrestling, als er in einer Battle Royal teilnahm. Sein erstes Einzel-Match nach der Verletzung bestritt er am 21. August gegen Dolph Ziggler. Man gab ihm Sylvester Lefort als Manager und er bildete mit Scott Dawson das Tag Team „Fighting Legionnaires“. Sie fehdeten in der Folgezeit mit Enzo Amore und Colin Cassady. Am 30. Oktober des Jahres trennte man Barnjaschew und Lefort, als man den Charakter Rusev seinen Manager während eines Tag-Team-Matches angreifen ließ. Anschließend wurde Lana als „soziale Botschafterin“ seine neue Ringbegleitung. Ab Januar 2014 bestritt Barnjaschew bei NXT einige Matches gegen Wrestler aus dem Hauptkader, darunter Kofi Kingston, Xavier Woods und Sin Cara.

#### Siegesserie und Storyline mit Lana (2014–2016)

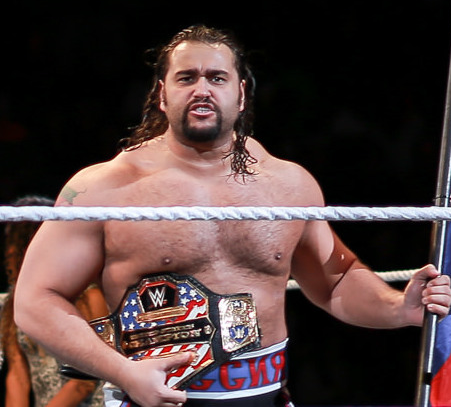
Rusev ist ein dreimaliger United States Champion

Am 26. Januar 2014 gab Barnjaschew als Alexander Rusev beim Royal Rumble sein Debüt im Hauptkader der WWE. Man verkaufte den Charakter als sehr stark, sodass er von vier Wrestlern eliminiert werden musste.
Am 7. April 2014 bestritt er sein erstes Match bei WWE Raw, wo er Zack Ryder besiegte. In der Folgezeit wurde der Rusev-Charakter als sehr dominant dargestellt. Er trat als starker Verehrer des russischen Präsidenten Wladimir Putin und der Russischen Föderation auf, um mehr negative Zuschauerreaktionen des amerikanischen Publikums zu erhalten. Sein Kampfgewicht wurde, nicht wie üblich in amerikanischen Pfund, sondern in Kilogramm angegeben. Nach Siegen ließ man die russische Flagge von der Decke herab und Lana, die Managerin von Rusev, äußerte sich in Promos negativ über die USA. Am 3. November des Jahres ließ man ihn die WWE United States Championship gewinnen, in dem er Sheamus besiegte, was ihn endgültig als klassischen Foreign Heel etablierte. Diesen Titel verlor er bei der Großveranstaltung Wrestlemania 31 im März 2015 an John Cena, der ihn erstmals durch Pinfall besiegen konnte. In der Folgezeit arbeitete Barnjaschew zunächst weiter mit Cena als Gegner, erlangte den Titel jedoch vorerst nicht zurück. Stattdessen bereitete man einen Split mit seiner Ringbegleitung Lana vor, der im Juni des Jahres schließlich vollzogen wurde, indem er Summer Rae als neue Frau an seiner Seite vorstellte. Er fehdete mit Summer Rae gegen Dolph Ziggler und Lana. Zwischenzeitlich erlitt er in einem Match eine Verletzung am Fuß, die ihn kurzfristig vom aktiven Geschehen ausschloss.
Danach verwarf man den Russland-Bezug seines Charakters und er trat wieder als Bulgare auf. Nachdem seine Fehde gegen Ziggler vorbei war, trennte er sich von Summer Rae und schloss sich wieder mit Lana zusammen. Er bildete zusammen mit Sheamus, Alberto Del Rio und King Barrett das Stable The League of Nations. Die League of Nations fehdete gegen Roman Reigns und Dean Ambrose. Nachdem sich The League of Nations aufgelöst hatte, war er wieder als Single Wrestler aktiv. Er gewann eine Battle Royal und sicherte sich ein Match um die WWE United States Championship. Am 22. Mai 2016 beim PPV WWE Extreme Rules besiegte er Kalisto und gewann somit zum zweiten Mal die WWE United States Championship. Den Titel verlor er am 25. September 2016 bei Clash of Champions an Roman Reigns.

#### Rusev Day und letzte Fehden (2017–2020)

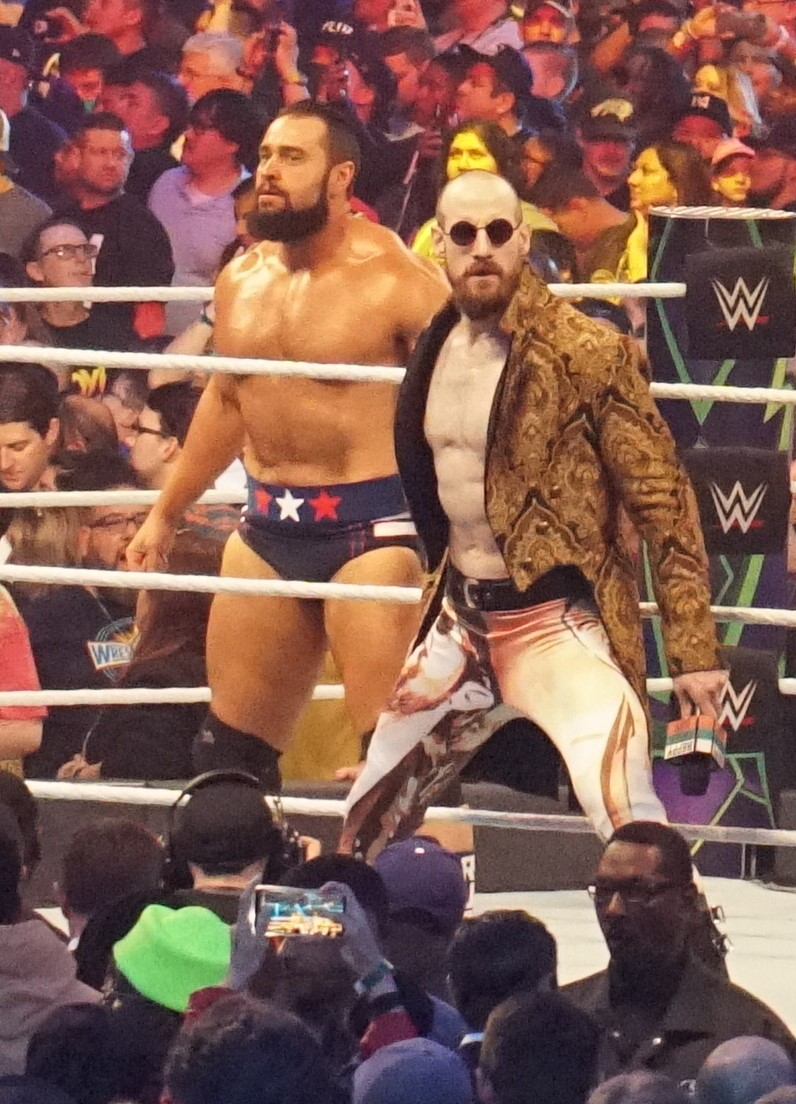
Rusev und Aiden English bei WrestleMania 34, 2018

Im Rahmen des Superstar Shake-Ups wechselte er am 11. April 2017 zu SmackDown. Hier bildete er längere Zeit mit Aiden English ein Team, der ihn zuvor nur singend angekündigt hatte, dann aber auch als sein regulärer Tag Team-Partner auftrat. Zusammen mit Lana waren sie unter dem Namen Rusev Day aktiv. Rusev, als Anführer des Teams, hatte mehrere Fehden mit anderen Wrestlern, u. a. mit Randy Orton und Andrade Almas. Im Laufe ihrer Partnerschaft wurde mehrfach eine Trennung von Rusev und English angedeutet, letztlich auch vollzogen, nachdem English sich gegen Rusev und Lana wandte. Nachdem Rusev die kurze Fehde gegen seinen ehemaligen Partner in der SmackDown-Sendung vom 23. Oktober 2018 gewonnen hatte, verschwand English aus den Shows. Rusev konnte einige Zeit später, in der am 25. Dezember 2018 (seinem Geburtstag) ausgestrahlten, aber bereits eine Woche zuvor aufgezeichneten SmackDown-Folge, zum dritten Mal in seiner Karriere die WWE United States Championship gewinnen. Hierfür besiegte er den amtierenden Champion Shinsuke Nakamura. Einen Monat später verlor er den Titel in der Kick-Off Show des Royal Rumble 2019 wieder an Nakamura. Nach diesem Titelverlust gründete er mit Nakamura ein Tag Team. Im Rahmen des WWE Drafts wechselte Rusev am 14. Oktober 2019 von SmackDown zu Raw. Am 15. April 2020 wurde er, zusammen mit zahlreichen weiteren Personen, als Folge der globalen COVID-19-Pandemie von der WWE entlassen.

### All Elite Wrestling (2020–2025)
In der Dynamite-Ausgabe vom 9. September 2020 trat Barnjaschew unter dem Namen Miro erstmals in einer Show von All Elite Wrestling auf. Dabei spielte er die Rolle des Trauzeugen von Kip Sabian und gab bekannt, nun Teil der Promotion zu sein. Am 12. Mai 2021 durfte er bei Dynamite die AEW TNT Championship von Darby Allin gewinnen. In dieser Zeit hatte er ein Gimmick, bei dem er den Beinamen „God's Favorite Champion“ annahm und sich bei „Gott“ bedankte, Champion sein zu dürfen. Zudem ergänzte er beim Titeldesign das Wappen seiner Heimatstadt Plowdiw sowie die bulgarischen Landesfarben. Am 29. September 2021 verlor er den Titel gegen Sammy Guevara nach 140 Tagen. Danach stellte er Gottes Motivation in Frage.
Ende 2021 fehdete er um den AEW World Championship und nahm an einem Turnierfinale teil, wo er gegen Bryan Danielson verlieren musste. Im Dezember verletzte er sich an der Oberschenkelmuskulatur und musste ein halbes Jahr pausieren. Er kehrte am 1. Juni 2022 zurück, hatte aber nur einige wenige Auftritte. Am 17. Mai 2023 wurde er als Headliner der neuen AEW-Show AEW Collision auf Turner Network Television (TNT) angekündigt, wo er wieder als Face auftreten durfte. Doch auch bei Collision hatte er nur wenige Auftritte, im Dezember 2023 bestritt er bereits sein letztes Match für AEW. 2024 erholte er sich von einer Verletzung und bat um Auflösung seines Vertrages. Seit 2021 hatte er nur elf Matches bestritten. Im Februar 2025 verkündete AEW das Vertragsende von Miro.

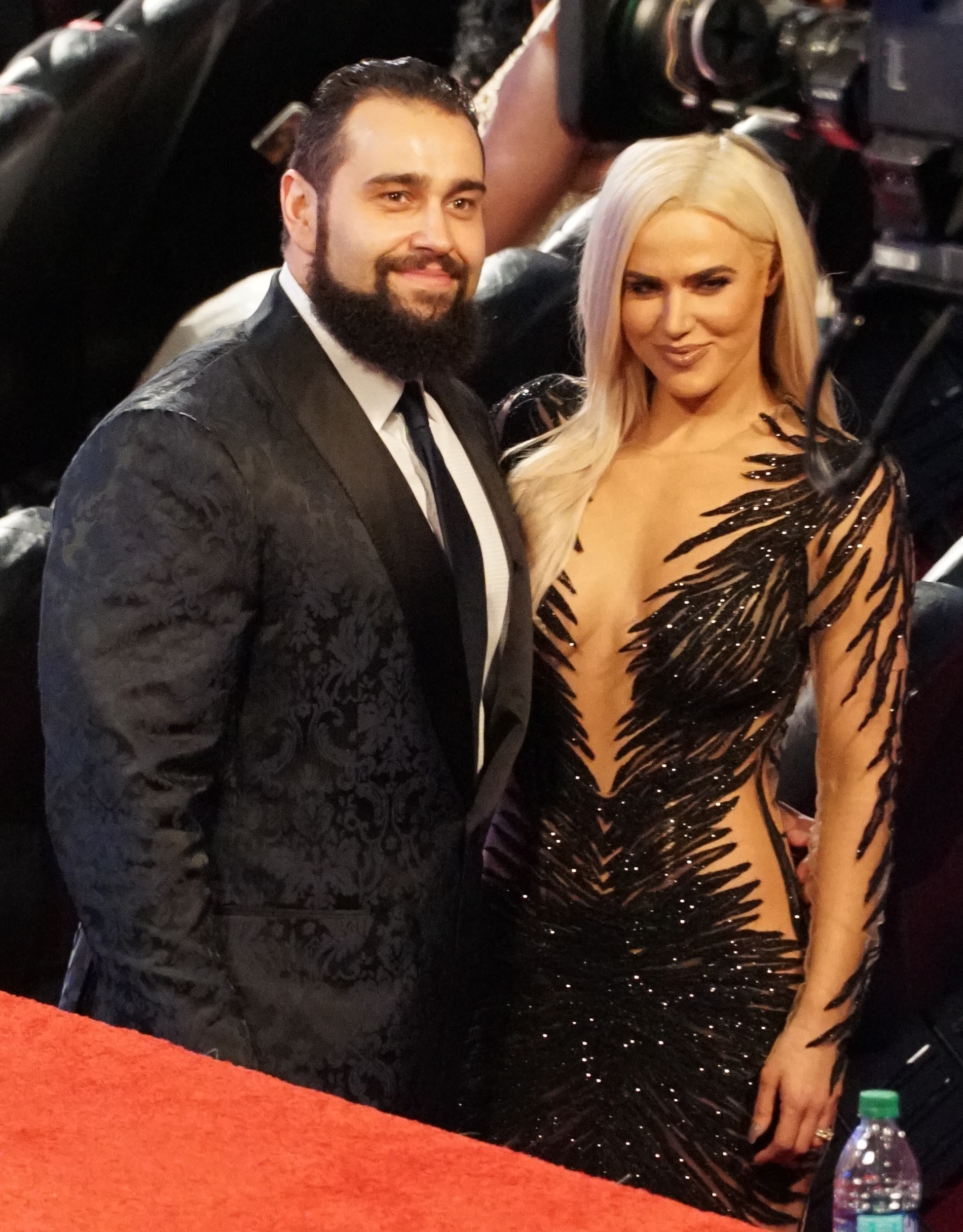
Rusev und Lana (2018)

### Rückkehr zu WWE (seit 2025)
Bei RAW am 21. April 2025, einen Tag nach WrestleMania 41, gab er unter seinem alten Ringnamen Rusev sein Comeback bei WWE. Auch Lana (CJ Perry) unterschrieb erneut einen Vertrag bei WWE, trat vorerst jedoch nicht mit Rusev in Erscheinung. Im Juni begann er eine Fehde mit Sheamus. 

### Außerhalb des Wrestlings
Zusammen mit einigen anderen damaligen Wrestlern der VPW trat Barnjaschew in einem Musikvideo des Songs The Whole F'n Show von Kushinator auf, der auch als Einzugsmusik von Rob van Dam bei Total Nonstop Action Wrestling verwendet wurde. Ab 2016 trat Barnjaschew in der Reality-Serie Total Divas auf.

### Privatleben
Seit dem 29. Juli 2016 ist er mit Catherine Joy Perry verheiratet, die unter den Ringnamen Lana (in der WWE) und CJ Perry (AEW) auch als seine Ringbegleitung auftrat und die selbst ebenfalls als Wrestlerin aktiv war. Am 11. März 2024 gaben ihre Trennung bekannt, ein Jahr später verkündeten sie wieder ein Paar zu sein. Im September 2019 nahm Barnjaschew die US-amerikanische Staatsbürgerschaft an. Barnjaschew ist zusammen mit dem Footballspieler Marshawn Lynch und Basketballspielerin Renee Montgomery Besitzer des Indoor-Football-Teams FCF Beasts.

## Titel und Auszeichnungen

### Titel
- All Elite Wrestling
  - 1× TNT Champion[40]

- World Wrestling Entertainment
  - 3× WWE United States Champion[41]